# Sylvestre François Lacroix
Sylvestre François de Lacroix (28. dubna 1765, Paříž, Francie – 24. května 1843, Paříž, Francie) byl francouzský matematik.

## Životopis
Narodil se v chudé rodině a již od mládí prokazoval nadání pro matematiku, když ve 14. letech propočítal pohyby planet. Byl studentem Gasparda Mongeho, který ovlivnil jeho další život. Díky jeho vlivu byl po ukončení studií jmenován v roce 1782 profesorem matematiky na École Gardes de Marine v Rochefortu.
V roce 1787 byl jedním z vítězů ceny Grand Prix Francouzské akademie věd, ale cenu nikdy neobdržel. Později Lacroix získal místo na École Normale, ještě později na École Centrale des Quatre Nations.
V roce 1793 se stal zkoušejícím na École Royale d'Artillerie, toto místo před ním zastával Pierre-Simon Laplace. Od roku 1794 pomáhal svému učiteli Mongemu při jeho tvorbě materiálu pro kurz deskriptivní geometrie.
V roce 1799 byl jmenován profesorem matematiky na École polytechnique a zastával zde místo na katedře analýzy. V roce 1810 se stal profesorem na Faculté des Sciences et des Arts. V roce 1812 odešel z École Polytechnique a přijal místo na Sorbonně a na Collège de France, kde byl v roce 1815 jmenován profesorem matematiky.

## Dílo
Lacroix během svého života napsal důležité učebnice matematiky, čímž významně přispěl k výuce matematiky v celé Francii. V letech 1797 až 1800 publikoval knihu o třech svazcích "Traité de Calcul differéntiel et intégral". V letech 1797 až 1799 publikoval knihu o deseti svazcích "Cours de Mathématique".
V Anglii byla v roce 1812 založena Charlesem Babbagem, Johnem Herschelem a Georgem Peacockem společnost Analytical Society, která měla za cíl přinést na anglické univerzity kontinentální matematiku. Jedna z prvních knih, kterou tato skupina přeložila byla v roce 1816 "Traité de Calcul differéntiel et intégral".
Po Sylvestru Françoisu de Lacroixovi byl na Měsíci nazván kráter Lacroix.